# Дискографија Деми Ловато
Амерички певач Деми Ловато током своје каријере издаје шест студијских албума, три ЕП-а, тридесет три сингла и тридесет девет музичких спотова. Пре почетка музичке каријере, глуми у филму Camp Rock Дизни канала, који је емитован 20. јуна 2008. године. Песма This Is Me коју снима у дуету са Џо Јонасом, била је једна од песама које су се нашле у филму Camp Rock. Песма је била девета на листи Билборд хот 100, а постигла је и велики комерцијални успех на међународном нивоу.
Након потписивања уговора са издавачком кућом Hollywood Records, објављује свој деби соло сингл Get Back, који се нашао на 43. месту листе у Сједињеним Државама. Први студијски албум Don't Forget  објављен је 23. септембра 2008. године на цд формату и за дигитално преузимање. Албум је био на другом месту листе Билборд 200, а продат је у 89 000 примерака прве недеље од објављивања. Други сингл La La Land био је 52. у Сједињеним Државама, док је ушао међу 40. најбољих у Уједињеном Краљевству и Ирској. Трећи сингл Don't Forget'џ досегао је до 41. места листе у Сједињеним Државама, где је продат у 549 000 примерака и добио златни сертификат од стране Америчког удружења дискографских кућа.
Други студијски албум Here We Go Again објављен је 21. јула 2009. године на цд формату и за дигитално преузимање. Албум је дебитовао на првом месту листе Билборд 200, а током прве недеље од избацивања продат је у 108 000 примерака. До октобра 2017. године, албум је продат у 514 000 примерака у Сједињеним Државама, а добио је и златни сертификат од Америчког удружења дискографских кућа. На албуму се нашао сингл Remember December. Ловато 10. августа 2010. године објављује саундтрек албум Camp Rock 2: The Final Jam, који је продат у 500 000 примерака у Сједињеним Државама, до октобра 2017. године.
Трећи студијски албум Unbroken објављен је 20. септембра 2011. године. Албум се нашао на четвртом месту листе Билборд 200 и продат је у 97 000 примерака у Сједињеним Државама током прве недеље, а до октобра 2017. продат је у 527 000 примерака у истој држави. Први албумски сингл Skyscraper нашао се међу првих десет на листама у Сједињеним Државама, Великој Британији и на Новом Зеланду. Током прве недеље од објављивања сингла, продат је у 176 000 примерака путем интернета. Skyscraper постаје први сингл овог извођача који је добио платинумски сертификат у Сједињеним Државама. Други албумски сингл Give Your Heart a Break објављен је у јануару 2012. године и био на 20. месту у листе у Сједињеним Државама, а добио је троструки платинумски сертификат од стране Америчког удружења дискографских кућа.
Четврти студијски албум под називом Demi објављен је 10. маја 2010. године за Hollywood Records. Албум се нашао на трећем месту листе Билборд 200. Први албумски сингл Heart Attack доспео је међу десет најбољих у Сједињеним Државама, Канади, Ирској, Великој Британији и на Новом Зеланду. Током прве недеље од објављивања, сингл је забележио продају од 215 000 америчких долара и одликован доструким платинумским сертификатом. На албуму су се такође нашли синглови Made in the USA, Neon Lights и Really Don`t Care, а последња два су се нашла на врховима листа четрдесет различитих земаља. Neon Lights и Really Don`t Care одликовани су платинумским сертификатом у Сједињеним Државама.
Ловато током каријере бележи велики број музичих сарадњи. Сарађује са британским бендом The Vamps на песми Somebody to You и са Оли Мерсом на песми Up. Обе нумере биле су на четвртом месту британских листа, а песма Up добила је платинумским сертификат.
Пети студијски албум под називом Confident, објављен је 16. октобра 2015. године на цд формату и за дигитално преузимање. Током прве недеље од објављивања албум је продат у 77 000 примерака и номинован је за најбољи поп албум на 59. доделама Греми награда. Главни албумски сингл Cool for the Summer'ц био је једанаести на листи у Сједињеним Државама и добио је двоструки платинумски сертификат у истој земљи. На албуму су се нашли и други синглови као што је Confident, који се нашао на 21. месту америчке листе Билборд хот 100 и сингл Stone Cold који је добио златни сертификати у Сједињеним Државама. Албум Confident доживео је велики комерцијални успех, добио златни сертификат од стране Америчког удружења дискографских кућа, а у матичној држави продат је у 235 000 примерака до октобра 2017. године.
Ловатова је гостовала на ремикс обради песме Irresistible, бенда Fall out boy, која је постигла велики комерцијални успех и нашла се на 48. месту листе у Сједињеним Државама. Након тога је уследио је дует са Бредом Пејслијем на песми Without a Fight.
Пре издавања шестог студијског албума, Ловато сарађује са америчким бендом Cheat Codes на песми No Promises, која се нашла на 38. месту листе Билборд хот 100 и добила платинумски сертификат у Сједињеним Државама. Уследила је сарадња са Џек Џонсом и Стефлон Доном на песми Instruction, која је била 13. на листи у Великој Британији.
Шести студијски албум Tell Me You Love Me објављен је 29. септембраа 2017. године у издању Исланд рекордса. Албум је био у топ 10 У САД- у, Британији, Аргентини, Аустралији, Белгији, Новом Зеланду, Ирској, Мексику, Холандији и Шпанији и добио је платинумски сертификат од стране Америчког удружења дискографских кућа. Главни албумски сингл Sorry Not Sorry доспео је међу десет најбољих песама у Сједињеним Државама, Аустралији, Ирској, Великој Британији и на Новом Зеланду, а добио је четвороструки платинумски сертификат у САД.
Након издавања шестог албума, Ловато је сарађује са Луисом Фонсијем на песми Échame la Culpa, која је добила троструки платинумски сертификат у САД и доспела међу десет најбољих песама у неколико држава. Уследиле су сарадње на песмама Fall in Line са Кристином Агилером, I Believe са Ди-џеј Каледом и песма Solo, снимљена у сарадњи са британским бендом Clean Bandit.

## Албуми

### Студијски албуми
| Назив               | Детаљи | Позиција | Позиција | Позиција | Позиција | Позиција | Позиција | Позиција | Позиција | Позиција | Позиција | Број проданих примерака | Сертификати                                                                 |
| Назив               | Детаљи | САД      | АУС      | БЕЛ      | КАН      | ИР       | ИТА      | НЗ       | ШКО      | ШПА      | УК       | Број проданих примерака | Сертификати                                                                 |
| ------------------- | --- | -------- | -------- | -------- | -------- | -------- | -------- | -------- | -------- | -------- | -------- | ----------------------- | --------------------------------------------------------------------------- |
| Don't Forget        | - Датум објављивања: 23. септембра 2008. - Издавачка кућа: Hollywood Records - Формат: ЦД, дигитално преузимање                          | 2        | 161      | —        | 9        | 84       | 77       | 34       | —        | 13       | 192      | - САД: 549,000          | - Америчко удружење дискографских кућа: Златно                              |
| Here We Go Again    | - Датум објављивања: 21. јул 2009. - Издавачка кућа: Hollywood - Формат: ЦД, дигитално преузимање                                        | 1        | 40       | 88       | 5        | —        | 96       | 10       | —        | 35       | 199      | - САД: 514,000          | - Америчко удружење дискографских кућа: Златно                              |
| Unbroken            | - Датум објављивања: 20. септембра 2011. - Издавачка кућа: Hollywood - Формат: ЦД, дигитално преузимање                                  | 4        | 20       | 25       | 4        | 44       | 22       | 3        | 46       | 24       | 45       | - САД: 527,000          | - Америчко удружење дискографских кућа: Златно                              |
| Demi                | - Датум објављивања: 10. мај 2013. - Издавачка кућа: Hollywood - Формат: ЦД, дигитално преузимање                                        | 3        | 14       | 19       | 1        | 5        | 4        | 7        | 7        | 3        | 10       | - САД: 482,000          | - Америчко удружење дискографских кућа: Златно - BPI: Златно - MC: Златно   |
| Confident           | - Датум објављивања: 16. октобар 2015. - Издавачка кућа: Hollywood, Island Records, Safehouse Records - Формат: ЦД, дигитално преузимање | 2        | 3        | 3        | 1        | 3        | 7        | 2        | 2        | 4        | 6        | - САД: 235,000          | - Америчко удружење дискографских кућа: Златно                              |
| Tell Me You Love Me | - Датум објављивања: 29. септембар 2017. - Издавачка кућа: Island, Hollywood, Safehouse - Формат: ЦД, дигитално преузимање, винил        | 3        | 8        | 10       | 4        | 7        | 12       | 6        | 6        | 4        | 5        | - САД: 48,000           | - Америчко удружење дискографских кућа: Платина - BPI: Сребрно - MC: Златно |

### Саундтрек албуми
| Назив                      | Детаљи | Позиција | Позиција | Позиција | Позиција | Позиција | Позиција | Позиција | Позиција | Позиција | Позиција | Број проданих примерака | Сертификат |
| Назив                      | Детаљи | САД      | АУС      | БЕЛ      | КАН      | ФРА      | НЕМ      | НЗ       | ШПА      | ШВА      | УК       | Број проданих примерака | Сертификат |
| -------------------------- | --- | -------- | -------- | -------- | -------- | -------- | -------- | -------- | -------- | -------- | -------- | ----------------------- | --- |
| Camp Rock                  | - Датум објављивања: 17. јун 2008. - Издавачка кућа: Walt Disney Records - Формат: ЦД, дигитално преузимање | 3        | 13       | —        | 2        | 23       | 9        | 5        | 2        | 32       | 13       | - САД: 1,334,000        | - Америчко удружење дискографских кућа: Платина - SNEP: Златно - PROMUSICAE: Платина - RMNZ: Златно - BPI: Сребрно |
| Camp Rock 2: The Final Jam | - Датум објављивања: 10. август 2010. - Издавачка кућа: Walt Disney - Формат: ЦД, дигитално преузимање      | 3        | 58       | 10       | 4        | 39       | 28       | 22       | 4        | 45       | —        | - САД: 500,000          | - Америчко удружење дискографских кућа: Златно - BPI: Сребрно                                                      |

### Видео албуми
| Назив                   | Детаљи                                                                                                  |
| ----------------------- | --- |
| Be Like a Pop Star      | - Датум објављивања: 26. август 2008. - Издавачка кућа: Well Go USA - Формат: DVD, дигитално преузимање |
| Live Walmart Soundcheck | - Датум објављивања: 10. новембар 2009. - Издавачка кућа: Hollywood - Формат: DVD, дигитално преузимање |

## Епови
| Назив                            | Детаљи |
| -------------------------------- | --- |
| iTunes Live from London          | - Датум објављивања: 17. мај 2009. - Издавачка кућа: Hollywood - Формат: дигитално преузимање             |
| Live Walmart Soundcheck          | - Датум објављивања: 10. новембар 2009. - Издавачка кућа: Hollywood - Формат: ЦД, дигитално преузимање    |
| Spotify Sessions (Live from NYC) | - Датум објављивања: 8. јануар 2016. - Издавачка кућа: Hollywood, Island, Safehouse - Формат: аудио стрим |

## Синглови

### Као главни извођач
| Назив                                   | Година | Позиција | Позиција | Позиција | Позиција | Позиција | Позиција | Позиција | Позиција | Позиција | Позиција | Сертификат | Албум                      |
| Назив                                   | Година | САД      | АУС      | КАН      | ФРА      | ИР       | ИТА      | НЗ       | ШКО      | ШВЕ      | УК       | Сертификат | Албум                      |
| --------------------------------------- | ------ | -------- | -------- | -------- | -------- | -------- | -------- | -------- | -------- | -------- | -------- | --- | -------------------------- |
| "This Is Me" (Joe Jonas)                | 2008   | 9        | 46       | 16       | —        | 27       | 25       | —        | 68       | —        | 33       | | Camp Rock                  |
| "Get Back"                              | 2008   | 43       | 141      | 93       | —        | —        | —        | —        | —        | —        | —        | | Don't Forget               |
| "La La Land"                            | 2009   | 52       | 76       | —        | —        | 30       | —        | —        | 18       | —        | 35       | | Don't Forget               |
| "Don't Forget"                          | 2009   | 41       | —        | 76       | —        | —        | —        | —        | —        | —        | 120      | | Don't Forget               |
| "Here We Go Again"                      | 2009   | 15       | 129      | 61       | —        | —        | —        | 38       | —        | —        | 199      | - Америчко удружење дискографских кућа: Платина | Here We Go Again           |
| "Remember December"                     | 2010   | —        | 422      | —        | —        | —        | —        | —        | 70       | —        | 80       | | Here We Go Again           |
| "\|Wouldn't Change a Thing" (Joe Jonas) | 2010   | —        | —        | 90       | —        | —        | —        | —        | 57       | —        | 71       | | Camp Rock 2: The Final Jam |
| "Skyscraper"                            | 2011   | 10       | 45       | 18       | —        | 15       | —        | 9        | 6        | —        | 7        | - Америчко удружење дискографских кућа: Платина - Аустралијско удружење дискографских кућа: Платина - BPI: Сребрно - RMNZ:Златно                                                   | Unbroken                   |
| "Give Your Heart a Break"               | 2012   | 16       | —        | 19       | 162      | —        | —        | 9        | —        | —        | 194      | - Америчко удружење дискографских кућа: 3× Платина - RMNZ: Златно | Unbroken                   |
| "Heart Attack"                          | 2013   | 10       | 41       | 7        | 69       | 3        | 28       | 9        | 3        | 52       | 3        | - Америчко удружење дискографских кућа: 2× Платина - Аустралијско удружење дискографских кућа: Златно - BPI: Златно - GLF: Платина - IRMA: Златно - MC: 2× Платина - RMNZ: Платина | Demi                       |
| "Made in the USA"                       | 2013   | 80       | —        | —        | —        | 50       | 100      | —        | 61       | —        | 89       | | Demi                       |
| "Let It Go"                             | 2013   | 38       | 25       | 31       | 131      | 34       | 15       | 13       | 32       | 25       | 42       | - Америчко удружење дискографских кућа: 2× Платина - Аустралијско удружење дискографских кућа: Платина - BPI: Сребрно - FIMI: Златно - GLF: Платина - MC: Платина - RMNZ: Платина  | Frozen                     |
| "Neon Lights"                           | 2013   | 36       | —        | 40       | —        | 67       | —        | 12       | 9        | —        | 15       | - Америчко удружење дискографских кућа: Платина - RMNZ: Златно | Demi                       |
| "Really Don't Care" (Cher Lloyd)        | 2014   | 26       | 81       | 24       | —        | 82       | —        | 36       | 50       | —        | 92       | - Америчко удружење дискографских кућа: Платина | Demi                       |
| "Cool for the Summer"                   | 2015   | 11       | 20       | 14       | 64       | 18       | 52       | 9        | 3        | 63       | 7        | - Америчко удружење дискографских кућа: 2× Платина - Аустралијско удружење дискографских кућа: Платина - BPI: Златно - FIMI: Златно - GLF: Платина - MC: Платина - RMNZ: Златно    | Confident                  |
| "Confident"                             | 2015   | 21       | 35       | 26       | 104      | 61       | 84       | 27       | 27       | 67       | 65       | - Америчко удружење дискографских кућа: Платина - BPI: Сребрно - MC: Платина | Confident                  |
| "Stone Cold"                            | 2016   | —        | —        | 79       | —        | —        | —        | —        | —        | —        | —        | - Америчко удружење дискографских кућа: Златно | Confident                  |
| "Body Say"                              | 2016   | 84       | —        | 59       | 135      | —        | —        | —        | —        | 71       | 188      | | Није ни на једном албуму   |
| "Sorry Not Sorry"                       | 2017   | 6        | 8        | 18       | 55       | 8        | 58       | 6        | 12       | 34       | 9        | - Америчко удружење дискографских кућа: 4× Платина - Аустралијско удружење дискографских кућа: 2× Платина - BPI: Платина - FIMI: Платина - MC: 3× Платина - RMNZ: Платина          | Tell Me You Love Me        |
| "Tell Me You Love Me"                   | 2017   | 53       | —        | 32       | 185      | 92       | —        | —        | 58       | —        | 85       | - Америчко удружење дискографских кућа: Платина - MC: Златно | Tell Me You Love Me        |
| "Échame la Culpa" (са Луисом Фонсијем)  | 2017   | 47       | 80       | 35       | 18       | 40       | 6        | —        | 25       | 6        | 46       | - Америчко удружење дискографских кућа: 3× Платина - FIMI: 2× Платина - GLF: 2× Платина - MC: Платина - SNEP: Платина                                                              | Није ни на једном албуму   |
| "Sober"                                 | 2018   | 47       | 50       | 48       | 90       | 34       | —        | —        | 24       | 83       | 63       | | Треба да буде објављено    |

### Као гостујући музичар
| Назив                                                | Година | Позиција | Позиција | Позиција | Позиција | Позиција | Позиција | Позиција | Позиција | Позиција | Позиција | Сертификат | Албум                                         |
| Назив                                                | Година | САД      | АУС      | КАН      | ФРА      | НЕМ      | ИР       | ИТА      | НЗ       | ШКО      | УК       | Сертификат | Албум                                         |
| ---------------------------------------------------- | ------ | -------- | -------- | -------- | -------- | -------- | -------- | -------- | -------- | -------- | -------- | --- | --------------------------------------------- |
| "We Rock" (among the cast of Camp Rock)              | 2008   | 33       | —        | —        | —        | —        | —        | —        | —        | —        | 97       | | Camp Rock                                     |
| "We'll Be a Dream" (We the Kings и Деми Ловато)      | 2010   | 76       | —        | —        | —        | —        | —        | —        | —        | —        | —        | | Smile Kid                                     |
| "Somebody to You" (The Vamps и Деми Ловато)          | 2014   | —        | 14       | 68       | 153      | —        | 10       | —        | 17       | —        | —        | - Америчко удружење дискографских кућа: Златно - Аустралијско удружење дискографских кућа: Платина - BPI: Сребрно - MC: Златно - RMNZ: Златно                                                        | Somebody to You и Meet the Vamps              |
| "Up" (Оли Мурс и Деми Ловато)                        | 2014   | —        | 14       | —        | —        | 17       | 3        | 15       | 9        | 3        | 4        | - Аустралијско удружење дискографских кућа: 2× Платина - BPI: Платина - FIMI: Платина - RMNZ: Платина                                                                                                | Never Been Better                             |
| "Irresistible" (ремикс) (Фол аут бој и Деми Ловато)  | 2015   | 48       | —        | 82       | —        | —        | —        | —        | —        | —        | 70       | - Америчко удружење дискографских кућа: Платина | Make America Psycho Again (јапанска аверзија) |
| "Without a Fight" (Brad Paisley и Деми Ловато)       | 2016   | —        | —        | —        | —        | —        | —        | —        | —        | —        | —        | | Није ни на једном албуму                      |
| "No Promises" (Cheat Codes и Деми Ловато)            | 2017   | 38       | 17       | 53       | 163      | 44       | 15       | 45       | 20       | 19       | 18       | - Америчко удружење дискографских кућа: Платина - Аустралијско удружење дискографских кућа: 2× Платина - BPI: Платина - BVMI: Златно - FIMI: Платина - IRMA: Платина - MC: 2× Платина - RMNZ: Златно | Није ни на једном албуму                      |
| "Instruction" (Jax Jones Stefflon Don и Деми Ловато) | 2017   | —        | 72       | —        | 145      | 31       | 29       | —        | —        | 10       | 13       | - BPI: Златно - BVMI: Златно - FIMI: Златно | Snacks                                        |
| "I Believe" (DJ Khaled и Деми Ловато)                | 2018   | —        | —        | —        | —        | —        | —        | —        | —        | —        | —        | | A Wrinkle in Time                             |
| "Fall in Line" (Кристина Агилера и Деми Ловато)      | 2018   | —        | —        | 97       | 130      | —        | —        | —        | —        | 56       | 99       | | Liberation                                    |
| "Solo" (Clean Bandit и Деми Ловато)                  | 2018   | 58       | 7        | 14       | 4        | 1        | 1        | 16       | 21       | 2        | 1        | - Аустралијско удружење дискографских кућа: Платина - BPI: Платина - BVMI: Златно - FIMI: Платина - MC: Платина - RMNZ: Златно                                                                       | What Is Love?                                 |

### Промотивни синглови
| Назив                                                    | Година | Позиција | Позиција | Позиција | Позиција  | Позиција | Албум                                                       |
| Назив                                                    | Година | САД      | САД Dig. | НЗ Heat. | ШВЕ Heat. | УК       | Албум                                                       |
| -------------------------------------------------------- | ------ | -------- | -------- | -------- | --------- | -------- | ----------------------------------------------------------- |
| "Moves Me"                                               | 2008   | —        | —        | —        | —         | —        | Није ни на једном албуму                                    |
| "Send It On" (Disney's Friends for Change)               | 2009   | 20       | 9        | —        | —         | —        | Није ни на једном албуму                                    |
| "Bounce" (Jonas Brothers и Big Rob)                      | 2009   | —        | —        | —        | —         | —        | Није ни на једном албуму                                    |
| "Gift of a Friend"                                       | 2009   | —        | —        | —        | —         | —        | Tinker Bell and the Lost Treasure и Here We Go Again        |
| "Make a Wave" (Joe Jonas)                                | 2010   | 84       | 50       | —        | —         | —        | Није ни на једном албуму                                    |
| "It's On" (among the cast of Camp Rock 2: The Final Jam) | 2010   | —        | —        | —        | —         | —        | Camp Rock 2: The Final Jam                                  |
| "Can't Back Down"                                        | 2010   | —        | —        | —        | —         | 178      | Camp Rock 2: The Final Jam                                  |
| "Me, Myself and Time"                                    | 2010   | —        | —        | —        | —         | —        | Sonny with a Chance                                         |
| "I Hate You, Don't Leave Me"                             | 2014   | —        | —        | —        | —         | —        | Demi                                                        |
| "You Don't Do It for Me Anymore"                         | 2017   | —        | 40       | 4        | 9         | —        | Tell Me You Love Me                                         |
| "Sexy Dirty Love"                                        | 2017   | —        | 7        | —        | —         | —        | Tell Me You Love Me                                         |
| "Don't Go Breaking My Heart" (Q-Tip и Деми Ловато)       | 2018   | —        | —        | —        | —         | —        | Revamp: Reimagining the Songs of Elton John & Bernie Taupin |

## Остале песме
| Назив                                                   | Година | Позиција | Позиција     | Позиција | Позиција | Позиција | Албум                                 |
| Назив                                                   | Година | САД      | САД Pop Dig. | КАН      | ИТА      | УК       | Албум                                 |
| ------------------------------------------------------- | ------ | -------- | ------------ | -------- | -------- | -------- | ------------------------------------- |
| "Who Will I Be?"                                        | 2008   | —        | —            | 80       | —        | 169      | Camp Rock                             |
| "On the Line" (Jonas Brothers)                          | 2008   | 100      | —            | —        | —        | —        | Don't Forget                          |
| "One and the Same" (са Селеном Гомез)                   | 2009   | 82       | —            | —        | —        | —        | Disney Channel Playlist               |
| "Catch Me"                                              | 2009   | 89       | —            | —        | —        | —        | Here We Go Again                      |
| "Fix a Heart"                                           | 2011   | 69       | 20           | 78       | —        | —        | Unbroken                              |
| "Unbroken"                                              | 2011   | 98       | 28           | —        | —        | —        | Unbroken                              |
| "All Night Long" (Миси Елиот и Тимберленд)              | 2011   | —        | 47           | —        | —        | —        | Unbroken                              |
| "Lightweight"                                           | 2011   | —        | 44           | —        | —        | —        | Unbroken                              |
| "Why Don't You Love Me?" (Hot Chelle Rae и Деми Ловато) | 2011   | —        | 47           | —        | —        | —        | Whatever                              |
| "Warrior"                                               | 2013   | —        | 28           | —        | —        | —        | Demi                                  |
| "Heart by Heart"                                        | 2013   | —        | 36           | 86       | 115      | —        | The Mortal Instruments: City of Bones |
| "Hold On" (Glee Cast, Adam Lambert и Деми Ловато)       | 2014   | —        | 44           | —        | —        | —        | Није ни на једном албуму              |
| "Kingdom Come" (Iggy Azalea)                            | 2015   | —        | 43           | —        | —        | —        | Confident                             |

## Дуети
| Назив                        | Година | Други музичар(и)       | Албум                                 |
| ---------------------------- | ------ | ---------------------- | ------------------------------------- |
| "That's How You Know"        | 2008   | None                   | Disneymania 6                         |
| "Wonderful Christmastime"    | 2008   | None                   | All Wrapped Up                        |
| "One and the Same"           | 2009   | Селена Гомез           | Disney Channel Playlist               |
| "This Is Me"                 | 2009   | Jonas Brothers         | Music from the 3D Concert Experience  |
| "What to Do"                 | 2010   | None                   | Sonny with a Chance                   |
| "Work of Art"                | 2010   | None                   | Sonny with a Chance                   |
| "So Far, So Great"           | 2010   | None                   | Sonny with a Chance                   |
| "Why Don't You Love Me?"     | 2011   | Hot Chelle Rae         | Whatever                              |
| "Heart by Heart"             | 2013   | None                   | The Mortal Instruments: City of Bones |
| "Here Comes the Sun"         | 2013   | Glee Cast              | Glee Sings the Beatles                |
| "Roar"                       | 2013   | Glee Cast Adam Lambert | A Katy or a Gaga                      |
| "The Happening"              | 2014   | Glee Cast Adam Lambert | Није ни на једном албуму              |
| "Hold On"                    | 2014   | Glee Cast Adam Lambert | Није ни на једном албуму              |
| "Avalanche"                  | 2014   | Nick Jonas             | Nick Jonas                            |
| "I Will Survive"             | 2016   | None                   | The Angry Birds                       |
| "I'll Be Home for Christmas" | 2017   | None                   | Spotify Singles – Holiday             |
| "Ain't No Way"               | 2017   | None                   | Spotify Singles                       |

## Спотови

### Као главни извођач
| Назив                     | Година | Режисер(и)                | Други музичар(и)                           |
| ------------------------- | ------ | ------------------------- | ------------------------------------------ |
| "Get Back"                | 2008   | Филип Анделмен            | None                                       |
| "La La Land"              | 2008   | Брендан Малој Tim Wheeler | None                                       |
| "Don't Forget"            | 2009   | Роберто Халис             | None                                       |
| "Lo Que Soy"              | 2009   | Едгар Ромеро              | None                                       |
| "Here We Go Again"        | 2009   | Брендан Малој Tim Wheeler | None                                       |
| "One and the Same"        | 2009   | Брендон Диксерсон         | Селена Гомез                               |
| "Send It On"              | 2009   | None                      | Jonas Brothers Мајли Сајрус Селена Гомез   |
| "Bounce"                  | 2009   | Jonas Brothers Big Rob    | JBD Productions                            |
| "Gift of a Friend"        | 2009   | Нема                      | Нема                                       |
| "Remember December"       | 2009   | Тим Вилер                 | Нема                                       |
| "Make a Wave"             | 2010   | Нема                      | Joe Jonas                                  |
| "It's On"                 | 2010   | Брендон Дикерсон          | део музичара са Camp Rock 2: The Final Jam |
| "Wouldn't Change a Thing" | 2010   | Нема                      | Stanfour                                   |
| "Skyscraper"              | 2011   | Марк Пелингтон            | Нема                                       |
| "Give Your Heart a Break" | 2012   | Џастин Френсис            | Нема                                       |
| "Angels Among Us"         | 2012   | Нема                      | Нема                                       |
| "Heart Attack"            | 2013   | Крис Аплебаум             | Нема                                       |
| "Made in the USA"         | 2013   | Деми Ловато Рајан Палота  | Нема                                       |
| "Let It Go"               | 2013   | Деклан Витеблм            | Нема                                       |
| "Neon Lights"             | 2013   | Рајан Палота              | Нема                                       |
| "In Case"                 | 2014   | Мајкл Сарнер              | Нема                                       |
| "Really Don't Care"       | 2014   | Рајан Палота              | Cher Lloyd                                 |
| "Nightingale"             | 2014   | Black Coffee              | Нема                                       |
| "Cool for the Summer"     | 2015   | Хана Лукс Дејвис          | Нема                                       |
| "Confident"               | 2015   | Роберт Родригез           | Нема                                       |
| "Waitin for You"          | 2015   | Black Coffee              | Sirah                                      |
| "Stone Cold"              | 2016   | Патрик Еклезајн           | Нема                                       |
| "Sorry Not Sorry"         | 2017   | Хана Лукс Дејвис          | Нема                                       |
| "Échame la Culpa"         | 2017   | Карлос Р. Перез           | Луис Фонси                                 |
| "Tell Me You Love Me"     | 2017   | Марк Пелингтон            | Нема                                       |

### Као гостујући извођач
| Назив                        | Година | Музичар          | Режисер(и)              |
| ---------------------------- | ------ | ---------------- | ----------------------- |
| "We'll Be a Dream"           | 2010   | We the Kings     | Раул Б. Фернандез       |
| "Somebody to You"            | 2014   | The Vamps        | Емил Нава               |
| "Up"                         | 2014   | Оли Мурс         | Бен Тарнер Гејб Тарнер  |
| "Irresistible"               | 2016   | Fall Out Boy     | Вејн Ишам               |
| "Without a Fight"            | 2016   | Бред Пејсли      | Џеф Венабл              |
| "No Promises"                | 2017   | Cheat Codes      | Хана Лукс Дејвис        |
| "Instruction"                | 2017   | Jax Jones        | Ози Пулин               |
| "I Believe"                  | 2018   | DJ Khaled        | Н/Д                     |
| "Don't Go Breaking My Heart" | 2018   | Q-Tip            | Н/Д                     |
| "Fall in Line"               | 2018   | Кристина Агилера | Лук Гилфорд             |
| "Solo"                       | 2018   | Clean Bandit     | Грејс Чато Џек Патерсон |
| "Solo" (јапанско издање)     | 2018   | Clean Bandit     | Јутака Обара            |

### Као гостујући музичар
| Назув                           | Година | Извођач    | Режисер        |
| ------------------------------- | ------ | ---------- | -------------- |
| "Something New" (Ty Dolla Sign) | 2017   | Виз Калифа | Брајан Барбер  |
| "Deadbeat" (са Скрилексом)      | 2017   | Sirah      | Дејвид Форхенд |